# Gorzafalva
Gorzafalva (románul: Oituz, korábban Grozești) település Romániában, Moldvában, Bákó megyében.

## Fekvése
A DN11-es út mellett, az Ojtoz patak völgyében, Onyesttől 15 km-re, Bákótól 70 km-re fekvő település.

## Története
Gorzafalva ma hat településből áll. Fűrészfalva (Ferestrău-Oituz), Herzsa (Hârja), Marginea, Sósmező (Poiana Sărată) és Zöldlonka (Călcâi) tartozik hozzá.
A település nevét 1410-ben említette először oklevél.
Első lakói itt letelepedett pásztorok, valamint Erdélyből, Nagyszeben és más vidékekről érkezett magyarok voltak.
A 2002-es népszámláláskor 9687 lakosából 17 magyar, 9667 román volt. Ebből 4736 római katolikus, 4770 ortodox, 1 református és 180 egyéb volt.
A településről kellemes kirándulás tehető az Ojtozi-szoros felé.

## Nevezetességek
- 1734-ben épült régi templom, melyet Radu Racovita építtetett.
- Castelud emlékmű. A környék az első világháború idején kemény csaták színtere volt. Az emlékművet az Ojtozi-szorosban elesett román lovas katonák emlékére emelték a 383-as magaslati ponton.